# Find
find je Unix program, obično dostupan na svim n*x operacijskim sustavima kao naredba sustava. Služi za pretraživanje datotečnog sustava, tj. traženje datoteka.
Sintaksa naredbe:
find putanja [izraz]

## Primjeri
```
$
 
find
 
.
 
-name
 
'wiki*'

```

Gornja naredba pretražuje tekući direktorij i sve njegove poddirektorije za datotekama čije ime počinje slovima "wiki".
```
$
 
find
 
/
 
-name
 
"*.pdf"

```

Gornja naredba pretražuje cijeli datotečni sustav (jer počinje od / "root" direktorija) za PDF datotekama.